# Castro Verde (freguesia)
Castro Verde est une ancienne paroisse civile portugaise (en portugais : freguesia) de la municipalité de Castro Verde dans le district de Beja.
La loi no 11-A/2013 du 28 janvier 2013, portant réorganisation administrative du territoire des freguesias, fusionne Castro Verde avec la paroisse voisine de Casével pour former l’União das Freguesias de Castro Verde e Casével (dont le siège est à Castro Verde).